# NK Odra
Nogometni klub Odra je klub iz Zagrebačkog naselja Odra, u Novom Zagrebu.
Trenutačno se natječe u 4. NL NS Zagreb podskupina A. Ranije se zvala Putnik i Sloga.